# Zee-engelen
Zee-engelen (Squatiniformes) zijn een orde van haaien. Het is een orde van slechts één familie van haaien.

## Algemene kenmerken
Zee-engelen hebben een lichaam dat lijkt op een rog. Het lichaam is afgeplat en de borst en buikvinnen steken ver naar buiten en deze vinnen lijken daarom op vleugels, vandaar de naam zee-engel. Ze hebben twee ver naar achter geplaatste rugvinnen zonder stekel en vijf kieuwspleten. Het spuitgat is groot. De bek is eindstandig en bij de bek zitten tastdraden met franje aan de uiteinden. Het zijn bodembewoners die verborgen onder het zand of de modder van de zeebodem wachten op hun prooi. Ze jagen op macrofauna en kleine vissen (ook op andere haaien). Vanuit een hinderlaag slaan ze toe met hun kaken waarop scherpe tanden zitten en die ze als het ware kunnen uitstulpen (de boven- en onderkaken van een haai  kunnen min of meer onafhankelijk van de schedel bewegen). Daarmee kunnen ze ook mensen verwonden.

In de Noordzee komt alleen de gewone zee-engel Squatina squatina voor. Deze haai heeft bijnamen als paddehaai, pakhaai, schoorhaai. Zee-engelen kunnen tot 2,5 m lang worden.

## Rode lijst
Alle zee-engelen zijn bewoners van de zeebodem. Omdat haaien draagkrachtstrategen zijn, zijn ze zeer gevoelig voor visserij, speciaal de visserij met bodemsleepnetten. Populaties van gewone vissen (r-strategen) hebben een groter herstelvermogen bij intensieve bevissing. Van de 22 geëvalueerde soorten zee-engelen staan er acht als kritiek (ernstig bedreigd), vier als bedreigd, één als kwetsbaar, drie als gevoelig op de Rode Lijst van de IUCN. Van één soort zijn er onvoldoende gegevens en van slechts vijf soorten is de status niet bedreigd.

## Taxonomie
- Orde: Squatiniformes (Zee-engelen)
  -  Familie: Squatinidae (Duméril, 1806)

Bakerhaaien (Orectolobiformes) · Doornhaaiachtigen (Squaliformes) · Echinorhiniformes · Grauwe haaien (Hexanchiformes) · Makreelhaaien (Lamniformes) · Grondhaaien (Carcharhiniformes) · Zee-engelen (Squatiniformes) · Varkenshaaien (Heterodontiformes) · Zaaghaaien (Pristiophoriformes)